# 王頴思
王 頴思（おう えいし、拼音: Wong Wing-Sze、英語名：アークウォン（Arc Wong）、1987年 - ）は香港の憲法改正主義政治家である。熱血公民に所属している。元朗区区議会逸澤選挙区議員。

## 政治活動

### 区議会議員選挙
- 2019年香港区議会議員選挙では元朗区から立候補し、4,454票(58.14%）を獲得し、現職の郭慶平を破り初当選を果たす。